# Баталий (река)
Баталий (укр. Баталій) — левый приток реки Днепра, протекающий по Золотоношскому району (Черкасская область, Украина).

## География
Длина — 13,6 км. Площадь водосборного бассейна — 124 км².
Берёт начало от двух балок Баталей и Манахов Яр, что северо-западнее и севернее села Баталий. Река течёт на юг. Впадает в Кременчугское водохранилище реки Днепра (на 645-км от её устья) юго-западнее села Веремиевка.
Русло слабо-извилистое, пересыхает. На реке есть пруд в верховье: при слиянии балок Баталей и Манахов Яр. Питание смешанное, преимущественно снего-дождевое. Ледостав длится с декабря до марта. Пойма частично заболоченная, есть лесные насаждения.
Притоки: нет крупных. 
Населённые пункты на реке (от истока до устья):
1. Бвталий
2. Тимченки
3. Веремиевка